# تلمبه نادعلی بیگی
تلمبه نادعلی بیگی، روستایی از توابع بخش حنا شهرستان بختگان در استان فارس ایران است.

## جمعیت
این روستا در دهستان حنا (نی‌ریز) قرار دارد و براساس سرشماری مرکز آمار ایران در سال ۱۳۸۵، جمعیت آن ۶۷ نفر (۱۸خانوار) بوده‌است.